# 하비 렘벡
하비 렘벡(Harvey Lembeck, 1923년 4월 15일 ~ 1982년 1월 5일)은 미국의 배우, 영화 제작자이다.
브루클린에서 태어났으며 로스앤젤레스에서 사망하였다. 사인은 심근 경색이다.

## 출연 작품
- 섬씽 이블 (1972년)
- 올 인 더 패밀리 (1968년)
- 야망의 대결 (1966년)
- 사전트 데드 헤드 (1965년)
- 닥터 골드풋 앤 더 비키니 머신 (1965년)
- 하우 투 스터프 어 와일드 비키니 (1965년)
- 비치 브랭켓 빙고 (1965년)
- 몰리 브라운 (1964년)
- 해변 파티 4 - 파자마 파티 (1964년)
- 해변 파티 3 - 비키니 비치 (1964년) - 에릭 본 지퍼 역
- 해변 파티 (1963년)
- 러브 위드 더 프로퍼 스트레인저 (1963년)
- 다리에서 본 전망 (1961년)
- 천국과 지옥 (1956년)
- 빌코 상사 (1955년)
- 제17 포로수용소 (1953년)
- 유어 인 더 네이비 나우 (1951년)
- 14시간 (1951년)
- 프로그먼 (1951년)

### 텔레비전
- 도나 리드 쇼 (1958년)
- 빌코 상사
- 배트맨 - 66년 TV 시리즈 (1966년)